# Розинська Наталія Миколаївна
Ната́лія Микола́ївна Рози́нська (при народженні: Петрова, нар. 22 березня 1981, Львів) — українська телеведуча. Ведуча програм «Першого національного».

## Життєпис
Батько — росіянин, працює на Львівському автобусному заводі; мати — росіянка, загинула, коли Наталії було 11 років.
Навчалася в російській школі № 6 з поглибленим вивченням української мови у Львові. Закінчила факультет журналістики Львівського університету ім. І.Франка. Тепер навчається в Київському національному університеті ім. Т. Шевченка (факультет правознавства).
Починала журналістську діяльність ведучою новин «Вісник» на львівському обласному державному телеканалі. У 2002 році переведена з Львівського обласного державного телебачення до Національної телекомпанії України на посаду ведучої інформаційних програм.
На виборах 2004 року підтримувала Віктора Януковича.
Переможниця конкурсу «Золоте перо»: найкраща журналістка 2006 року в соціальній сфері. На той час була ведучою програми «Ваш вихід» на «Першому національному телеканалі».
Упродовж 2011–2012 років працювала ведучою футбольної програми «Футбольний код».
2 травня 2012 року стався інцидент за участю Наталії Розинської, коли вона відмовилася зупинитися та показати документи на вимогу працівників ДАІ. На час розслідування справи її було відсторонено від роботи у НТКУ. 16 травня ввечері журналістку побито у під'їзді її будинку. Відсторонення від роботи тривало до березня 2013 року. Лише тоді Розинська стала однією з ведучих програми «Легко бути жінкою».
Володарка Ордену Св. Анни «За вагомий внесок у розвиток соціальної сфери України».
Автор кількох книг, співпрацює з видавництвом «Фоліо» (Харків).
8 грудня 2012 року вийшла заміж за екс-майора Управління державної охорони України Миколу Мельниченка.
Членка Радикальної партії Олега Ляшка, мешкає в Києві. Кандидатка в народні депутати по одномандатному виборчому округу № 223 (м. Київ) від Радикальної партії Олега Ляшка.